# Hjärtat (film, 2018)
Hjärtat är en svensk film som hade premiär 14 februari 2018 i Sverige. Fanni Metelius har svarat för både manus och regi. Filmen har producerats av Rebecka Lafrenz och Mimmi Spång för Garagefilm International AB. 

## Handling
Filmen är en relationshistoria som handlar om Mika (Fanni Metelius) och Tesfay (Ahmed Berhan) och hur de blir tillsammans  för att kort därefter upptäcka olikheterna. 

## Rollista (i urval)
- Fanni Metelius - Mika
- Ahmed Berhan - Tesfay
- Daniella Mir - Dafne
- Suzanne Reuter - Mikas mamma
- Leona Axelsen - Li
- Samuel Edwards - Chris